# دره نقره‌ای (رمان)

دره نقره ای رمانی است که توسط لوییز آمور در سال ۱۸۸۱ در قلمرو جنوب مرکزی یوتا (Utah Territory) نوشته شده‌است. نسخه اصلی آن در نسخه کوتاه تری به نام Riders of the Dawn در مجله Giant Western در ژوئن ۱۹۵۱ منتشر شد. سپس ان در hardback توسط Avalon Books در سال ۱۹۵۶ و همچنین در Paperback توسط Bantam Books در سال ۱۹۵۷ منتشر شد.
Bantam Books نسخه کوتاه را در سال ۱۹۸۶ به همراه دو داستان دیگر (دنباله ای برای مرد دیوانه که بعداً به Crossfire Trail و Showdown on the Hogback نامیده شد، که نسخه اصلی Showdown at Butte Yellow ست) را تحت عنوان The Trail to Crazy Man دوباره منتشر کرد.

## طرح
دره نقره ای در شهرستان سن خوان San Juan County,امروزی، درست در شرق رودخانه کلرادو Colorado River، که امروزه، منطقه تفریحی ملی گلن کانیون Glen Canyon و منطقه تفریحی رینگ‌های Canyon Rims Recreation Area ست اتفاق می‌افتد، فاصله چند مایلی از بالادستِ Hite , Utah، که در داستان ذکر شده‌است. این ماجرا پیرامون یک سوارکار جوان و مأمور اسلحه سازی به نام مت برنان است که به داخل شهر Hattan's Point می‌رود و بلافاصله عاشق دختر دامدار محله به نام، Moira Maclaren می‌شود. شهر و منطقه اطراف آن تحت سلطه دو مزرعه بزرگ قرار دارد، Boxed M متعلق به رود ماکلارن (Rud Maclaren)، پدر مویرا، و CP Ranch متعلق به برادران Pinder. ، برنان به دلیل ماندن در شهر اقدام به خرید Ranch Two-Bar، که متعلق به پیرمرد Ball ست می‌کند. دو مرز بین Pinder و Maclaren Ranches قرار دارد و در حال نزدیک شدن بهم است، زیرا صاحبان دو مزرعه بزرگتر برای مسابقه با یکدیگر آماده می‌شوند.

## تنظیمات
L'Amour دانش زمین را نشان می‌دهد. برخی از ویژگی‌های اصلی:
نقطه هتان، در جایی میان تپه و شهر، که امروزه میدل پوینت نامیده می‌شود قراردارد، که تقریباً ۱۲ مایلی شرق و ۵مایلی شمال Hite، بالاتر از دره کاتاراکتCataract Canyon در رودخانه کلرادو Colorado Rive. دفتر مرکزی Boxed M Ranch درست در شمال رودخانه بوودی کانیون (Cottonwood Wash در داستان) در Bowdie Point، در شمال شرقی Hattan's Point واقع شده بود. دفتر مرکزی Pinder Ranch در Lean-To Point امروزی در مرز منطقه ابتدایی تاریک کنیون قرار داشت. دره کاریون دو بار رشته کوهی که در ضلع شمالی دره کوهی است که هر دو رشته کوهی تیره کانیون را که به قله تپه‌های شیرین آلیس صعود می‌کند تخلیه می‌کنند. دسترسی تقریباً به غرب مونتیسلو، یوتا واقع شده‌است، دسترسی به منطقه دشوار است، و نیاز به استفاده از مجموعه مسیرهای بازگشت به کشورها که در بالای کوهای Abajo (Blue) Mountains یا خارج از مسیر ایالتی 211 State Route ۲۱۱ که در نزدیکی Newspaper Rock، یا با قایق و پا / اسب در شمال شرقی Hite مارینا در انتهای بالای دریاچه پاول ست. زمین می‌تواند امروز مانند دهه ۱۸۸۰ کشنده باشد.
این منطقه مجموعه ای دیگر از رمان‌های L'Amour است، از جمله Dark Canyon و Kilkenny .